# Microparsus rhynchosiae
Microparsus rhynchosiae är en insektsart. Microparsus rhynchosiae ingår i släktet Microparsus och familjen långrörsbladlöss. Inga underarter finns listade i Catalogue of Life.